# STS-106
La STS-106 è una missione spaziale del Programma Space Shuttle diretta alla Stazione spaziale internazionale.

## Equipaggio
- Comandante: Terrence Wilcutt (4)
- Pilota: Scott Altman (2)
- Specialista di missione: Daniel Burbank (1)
- Specialista di missione: Edward Lu (2)
- Specialista di missione: Richard Mastracchio (1)
- Specialista di missione: Jurij Ivanovič Malenčenko (2)
- Specialista di missione: Boris Vladimirovič Morukov (1)

## Parametri della missione
- Massa:
  - Navetta al lancio: 115.259 kg
  - Navetta al rientro: 100.369 kg
  - Carico utile: 10.219 kg
- Perigeo: 375 km
- Apogeo: 386 km
- Inclinazione: 51,6°
- Periodo: 1 ora, 32 minuti e 12 secondi

### Attracco con l'ISS
- Aggancio all'ISS: 10 settembre 2000, 5:51:25 UTC
- Sgancio: 18 settembre 2000, 3:46:00 UTC
- Durata dell'attracco: 7 giorni, 21 ore, 54 minuti e 35 secondi

### Passeggiate spaziali
- Lu e Malenčenko  - EVA 1
  - Inizio EVA 1: 11 settembre 2000 - 4:47 UTC
  - Fine EVA 1: 11 settembre 2000 - 11:01 UTC
  - Durata: 6 ore e 14 minuti